# Kap Thordsen
Koordinaten: 78° 27′ 25″ N, 15° 27′ 58″ O

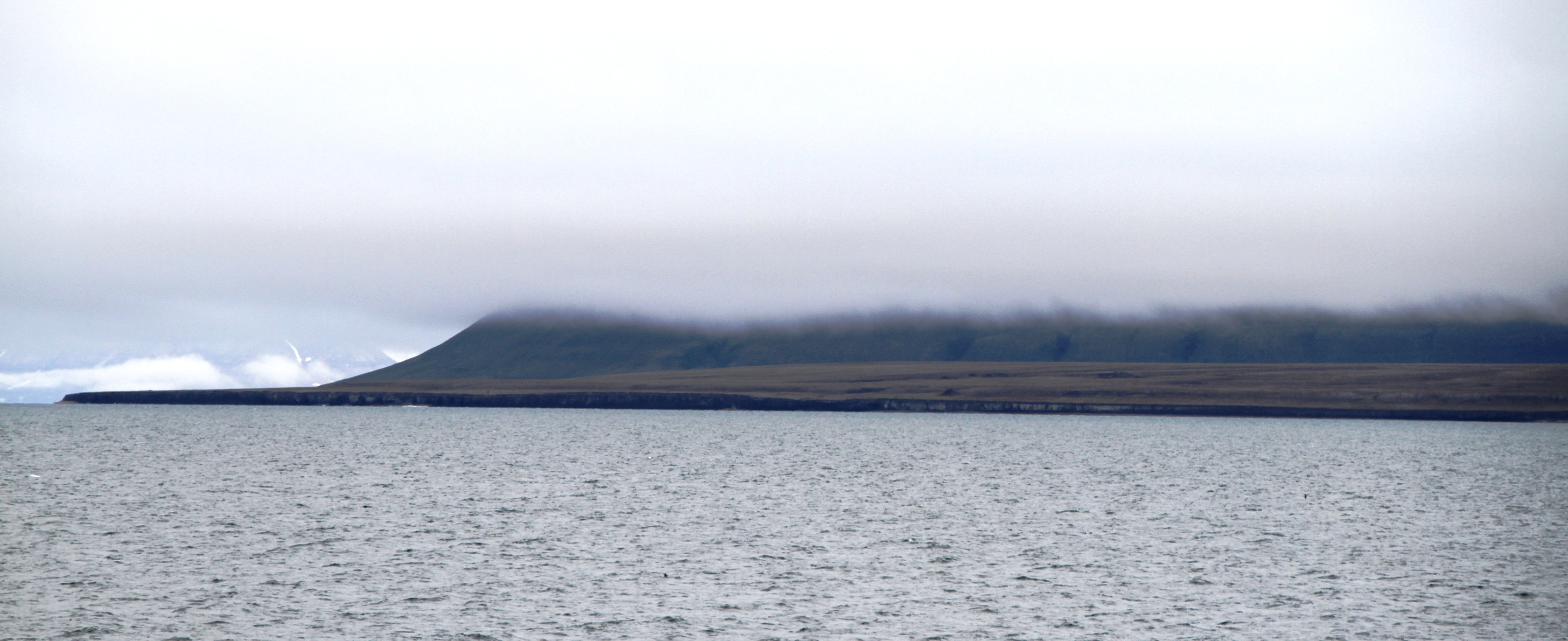
Kap Thordsen

Kap Thordsen (norwegisch Kapp Thordsen) ist der südlichste Punkt von Dickson-Land auf der Insel Spitzbergen. Es befindet sich an der Nordküste des Isfjorden im Nordre-Isfjorden-Nationalpark, direkt gegenüber dem Eingang zum Adventfjorden, an dem Spitzbergens Hauptort Longyearbyen liegt.

## Beschreibung
Kap Thordsen erhielt seinen Namen nach der Axel Thordsen, dem Schiff der schwedischen Forschungsexpedition, die das Gebiet 1864 besuchte. Adolf Erik Nordenskiöld, der spätere Bezwinger der Nordostpassage, fand hier den Bodenschatz Phosphorit. 1872 errichtete die Aktiengesellschaft AB Isfjorden am Kap Thordsen ein zweistöckiges Haus als Hauptgebäude einer zu gründenden Bergbausiedlung. Das heute Svenskhuset (deutsch schwedisches Haus) genannte Gebäude war im Winter 1872/73 Schauplatz eines tragischen Unglücks: 17 Robbenjäger, die hier Schutz suchten, starben durch den Verzehr von Fleischkonserven an Bleivergiftung. Das Haus, das heute unter Denkmalschutz steht, diente 1882/83 auch der schwedischen Expedition im Rahmen des Ersten Internationalen Polarjahrs als Unterkunft.